# Буле ле Бар
Буле ле Бар (фр. Boulay-les-Barres) насеље је и општина у централној Француској у региону Центар (регион), у департману Лоаре која припада префектури Орлеан.
По подацима из 2011. године у општини је живело 1142 становника, а густина насељености је износила 91,73 становника/km². Општина се простире на површини од 12,45 km². Налази се на средњој надморској висини од 128 метара (максималној 131 m, а минималној 118 m).

## Демографија
| 1962. | 1968. | 1975. | 1982. | 1990. | 1999. | 2011. |
| ----- | ----- | ----- | ----- | ----- | ----- | ----- |
| 442   | 483   | 441   | 444   | 466   | 551   | 1.142 |

График промене броја становника у току последњих година